# Wallacexena corporaali
Wallacexena corporaali is een keversoort uit de familie Belidae. De wetenschappelijke naam van de soort is voor het eerst geldig gepubliceerd in 1925 door Heller.